# La Salle (Vosges)
La Sallee ist eine französische Gemeinde mit 398 Einwohnern (Stand: 1. Januar 2022) im Département Vosges in der Region Grand Est. Sie gehört zum Arrondissement Saint-Dié-des-Vosges und zum Kanton Saint-Dié-des-Vosges-1 (bis 2015: Kanton Saint-Dié-des-Vosges-Ouest). Die Einwohner werden Sallois genannt.

## Geografie
La Salle liegt etwa zehn Kilometer westnordwestlich von Saint-Dié-des-Vosges in den Vogesen. Das Gemeindegebiet wird im Osten vom Flüsschen Valdange durchquert. Umgeben wird La Salle von den Nachbargemeinden Saint-Remy im Norden, Nompatelize im Osten, La Bourgonce im Süden sowie Jeanménil im Westen.

## Bevölkerungsentwicklung
| Jahr                      | 1962 | 1968 | 1975 | 1982 | 1990 | 1999 | 2006 | 2013 |
| Einwohner                 | 156  | 181  | 237  | 279  | 288  | 310  | 376  | 431  |
| Quelle: Cassini und INSEE |      |      |      |      |      |      |      |      |